# Pteris
Pteris är ett släkte av kantbräkenväxter. Pteris ingår i familjen Pteridaceae.

## Bildgalleri

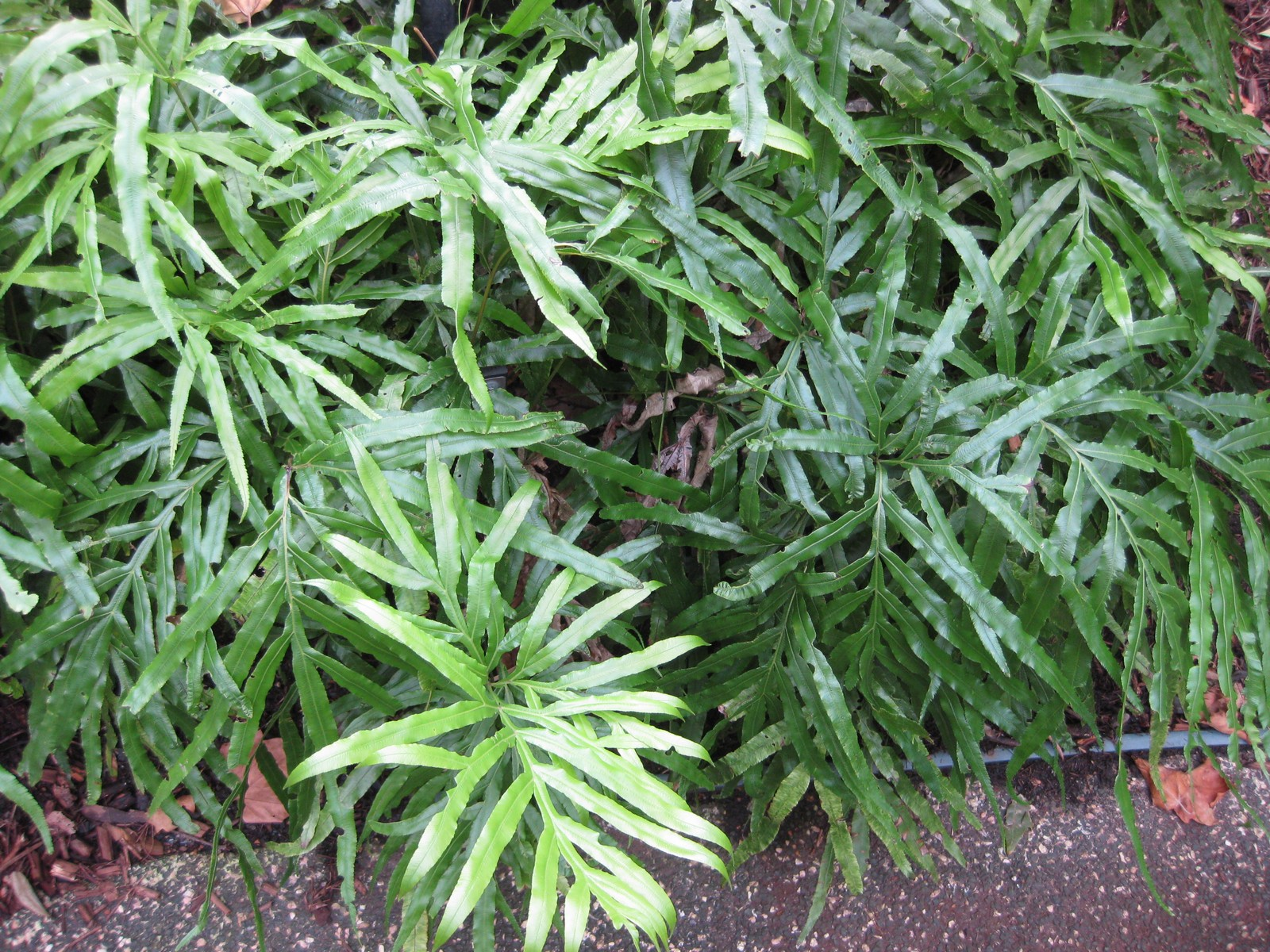
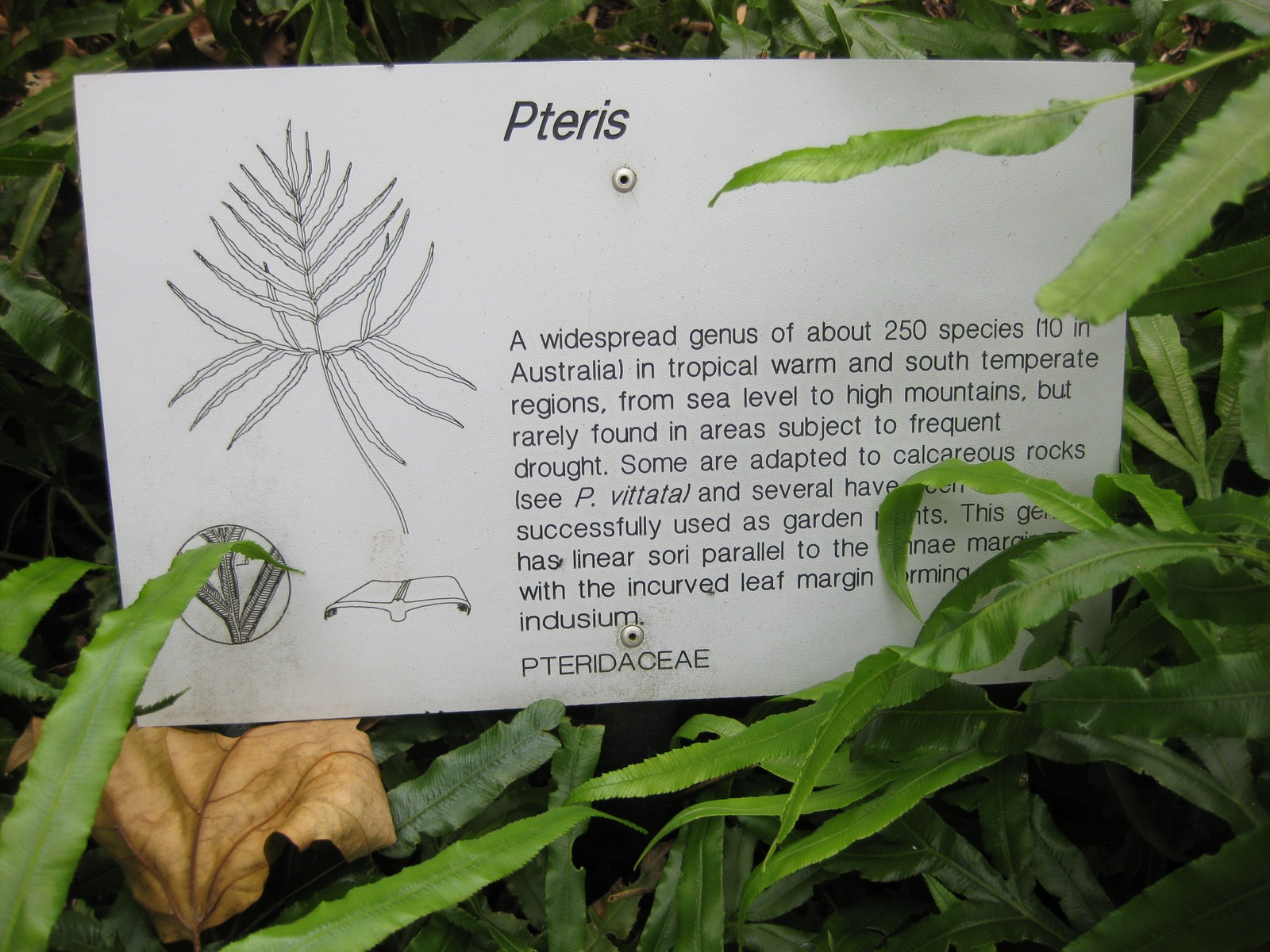
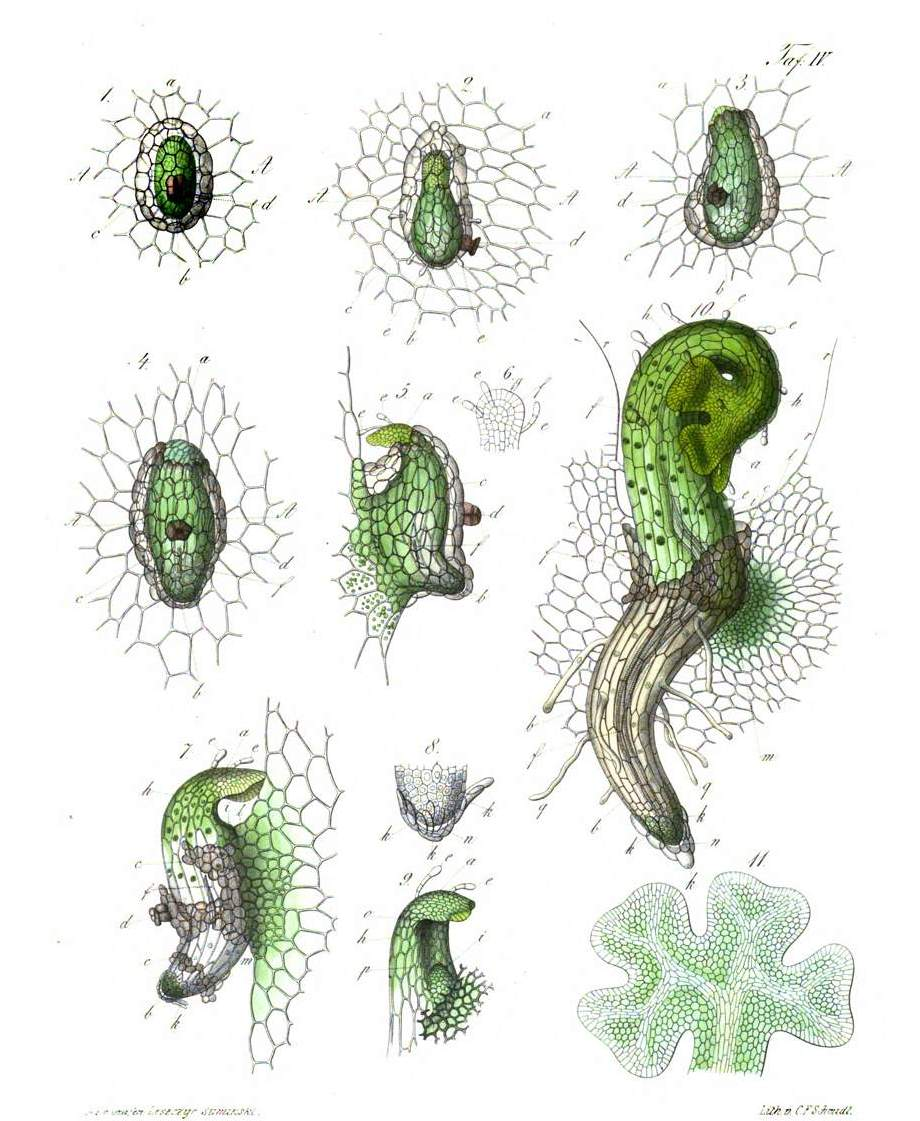
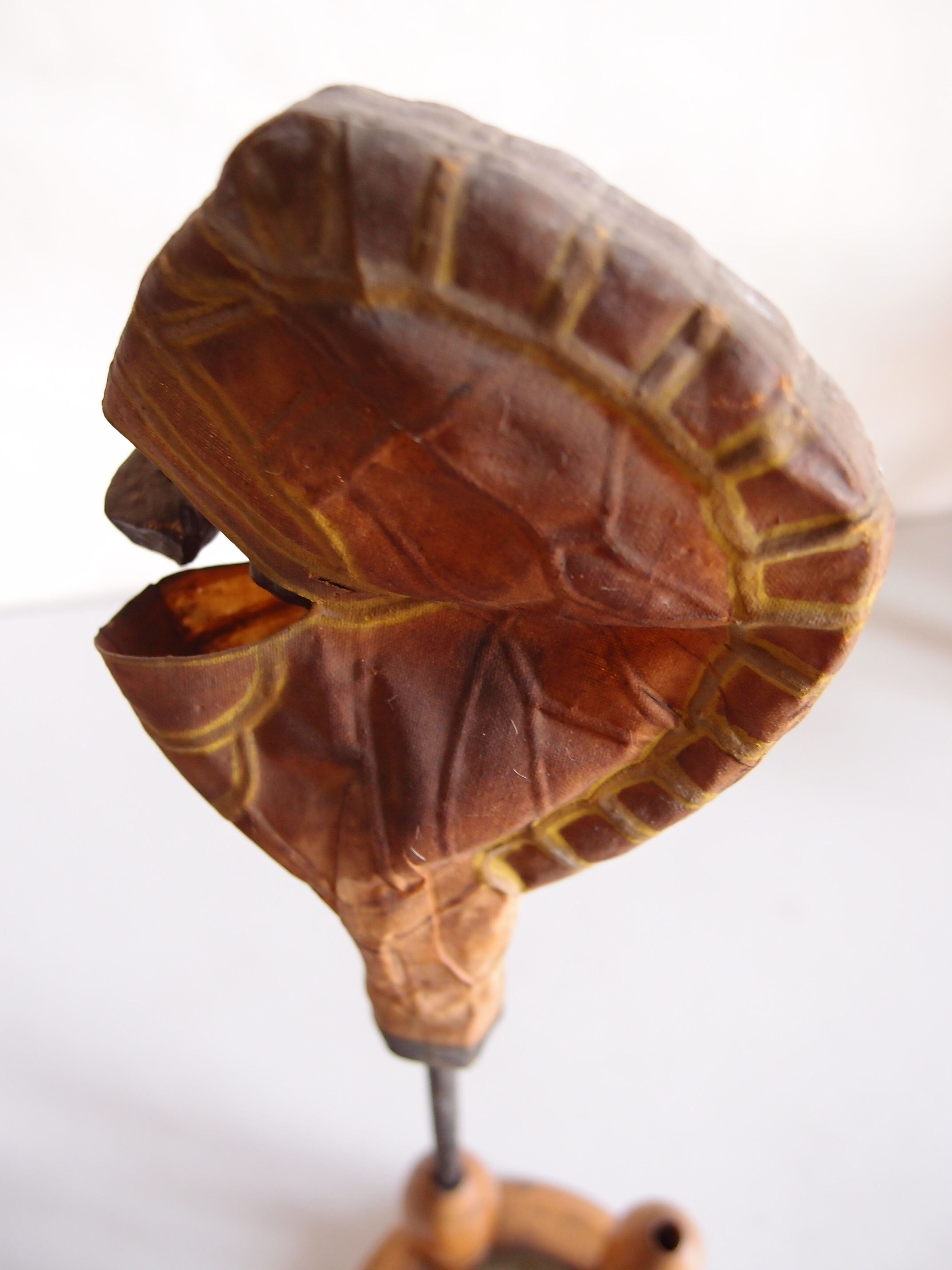
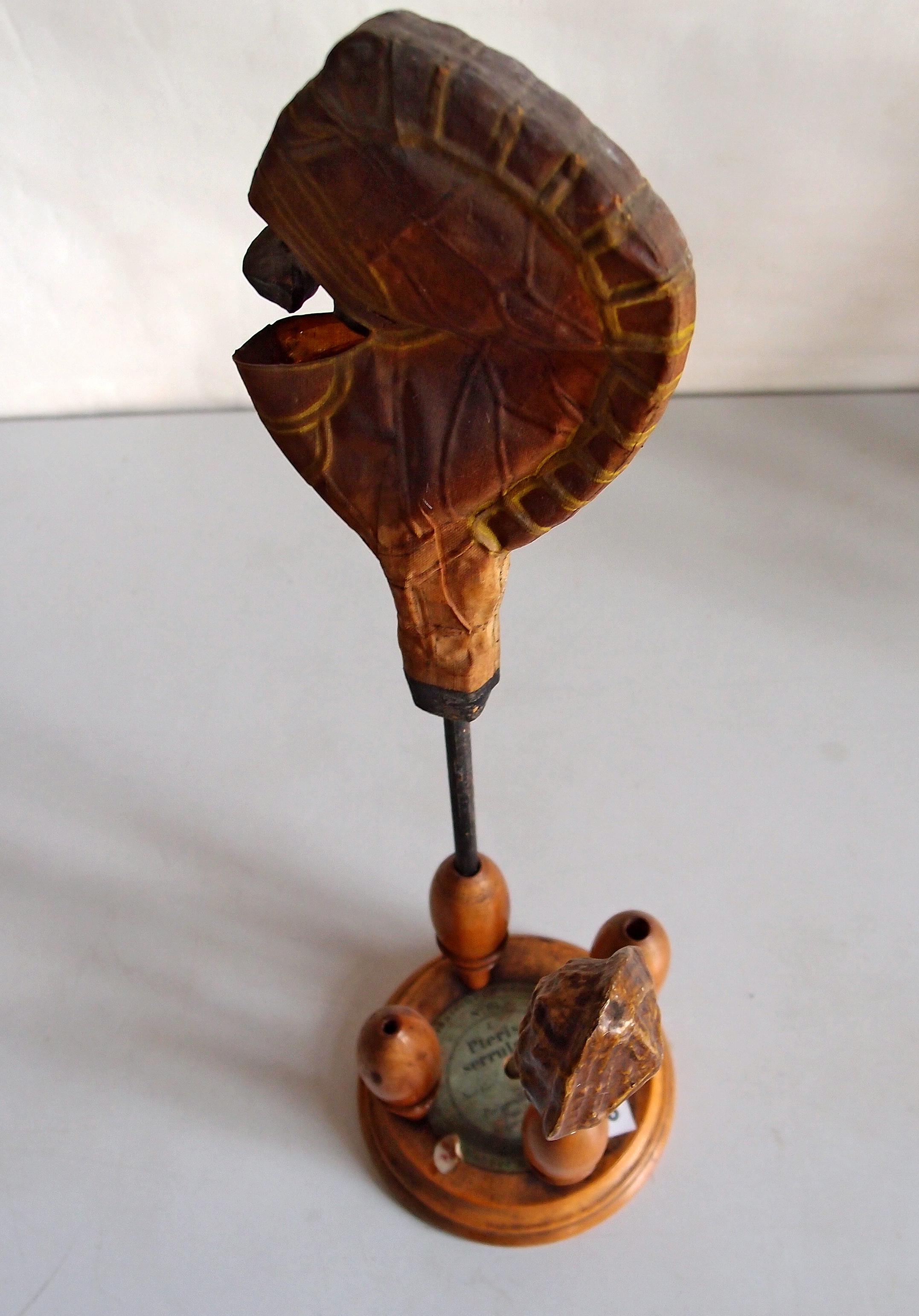
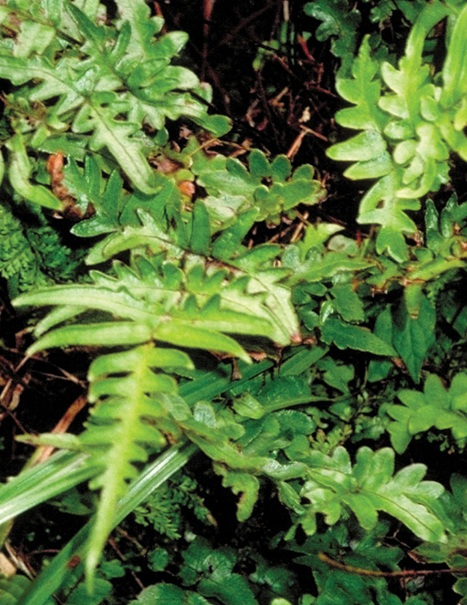

## Dottertaxa tillPteris, i alfabetisk ordning[1]
- Pteris aberrans
- Pteris abyssinica
- Pteris actiniopteroides
- Pteris adscensionis
- Pteris albersii
- Pteris albertiae
- Pteris altissima
- Pteris amoena
- Pteris angustata
- Pteris angustipinna
- Pteris angustipinnula
- Pteris appendiculifera
- Pteris arborea
- Pteris argyraea
- Pteris arisanensis
- Pteris aspericaulis
- Pteris assamica
- Pteris atrovirens
- Pteris auquieri
- Pteris austrosinica
- Pteris bahamensis
- Pteris bakeri
- Pteris baksaensis
- Pteris balansae
- Pteris bambusoides
- Pteris barkleyae
- Pteris barombiensis
- Pteris bavazzanoi
- Pteris beecheyana
- Pteris bella
- Pteris berteroana
- Pteris biaurita
- Pteris biformis
- Pteris blanchetiana
- Pteris blumeana
- Pteris boliviensis
- Pteris boninensis
- Pteris brasiliensis
- Pteris brassii
- Pteris brevis
- Pteris brooksiana
- Pteris buchananii
- Pteris buchtienii
- Pteris burtonii
- Pteris cadieri
- Pteris caiyangheensis
- Pteris calcarea
- Pteris calocarpa
- Pteris catoptera
- Pteris changjiangensis
- Pteris chiapensis
- Pteris chilensis
- Pteris christensenii
- Pteris ciliaris
- Pteris clemensiae
- Pteris comans
- Pteris commutata
- Pteris concinna
- Pteris congesta
- Pteris consanguinea
- Pteris coriacea
- Pteris crassiuscula
- Pteris cretica
- Pteris croesus
- Pteris cryptogrammoides
- Pteris dactylina
- Pteris daguensis
- Pteris dalhousiae
- Pteris dangiana
- Pteris dataensis
- Pteris dayakorum
- Pteris decrescens
- Pteris decurrens
- Pteris deflexa
- Pteris delchampsii
- Pteris deltea
- Pteris deltodon
- Pteris deltoidea
- Pteris dentata
- Pteris denticulata
- Pteris depauperata
- Pteris dispar
- Pteris distans
- Pteris droogmaniana
- Pteris edanoi
- Pteris ekmanii
- Pteris elmeri
- Pteris elongatiloba
- Pteris endoneura
- Pteris ensiformis
- Pteris erosa
- Pteris esquirolii
- Pteris exigua
- Pteris famatinensis
- Pteris fauriei
- Pteris finotii
- Pteris formosana
- Pteris fraseri
- Pteris friesii
- Pteris gallinopes
- Pteris geminata
- Pteris giasii
- Pteris gigantea
- Pteris glaucovirens
- Pteris gongalensis
- Pteris gracillima
- Pteris grandifolia
- Pteris grevilleana
- Pteris griffithii
- Pteris griseoviridis
- Pteris guangdongensis
- Pteris haenkeana
- Pteris hamulosa
- Pteris hartiana
- Pteris henryi
- Pteris herrerae
- Pteris heteroclita
- Pteris heteromorpha
- Pteris heterophlebia
- Pteris hexagona
- Pteris hillebrandii
- Pteris hirsutissima
- Pteris hirtula
- Pteris hispaniolica
- Pteris hivaoaensis
- Pteris holttumii
- Pteris hondurensis
- Pteris hookeriana
- Pteris hostmanniana
- Pteris hui
- Pteris humbertii
- Pteris inaequalis
- Pteris incompleta
- Pteris inermis
- Pteris insignis
- Pteris intricata
- Pteris irregularis
- Pteris izuensis
- Pteris junghuhnii
- Pteris kathmanduensis
- Pteris kawabatae
- Pteris keysseri
- Pteris kidoi
- Pteris kinabaluensis
- Pteris kingiana
- Pteris kiuschiuensis
- Pteris krameri
- Pteris laevis
- Pteris lanceifolia
- Pteris lastii
- Pteris laurea
- Pteris laurisilvicola
- Pteris lechleri
- Pteris lepidopoda
- Pteris leptophylla
- Pteris liboensis
- Pteris lidgatii
- Pteris ligulata
- Pteris limae
- Pteris linearis
- Pteris litoralis
- Pteris livida
- Pteris loheri
- Pteris longifolia
- Pteris longipes
- Pteris longipetiolulata
- Pteris longipinna
- Pteris longipinnula
- Pteris luzonensis
- Pteris macgregorii
- Pteris macilenta
- Pteris maclurei
- Pteris maclurioides
- Pteris macracantha
- Pteris macrodon
- Pteris macrophylla
- Pteris madagascarica
- Pteris majestica
- Pteris malipoensis
- Pteris manniana
- Pteris marquesensis
- Pteris medogensis
- Pteris melanocaulon
- Pteris melanorhachis
- Pteris menglaensis
- Pteris mertensioides
- Pteris mettenii
- Pteris micracantha
- Pteris microlepis
- Pteris microptera
- Pteris mildbraedii
- Pteris mkomaziensis
- Pteris moluccana
- Pteris montis-wilhelminae
- Pteris morii
- Pteris mucronulata
- Pteris multiaurita
- Pteris multifida
- Pteris muricata
- Pteris muricatopedata
- Pteris muricella
- Pteris mutilata
- Pteris namegatae
- Pteris nanlingensis
- Pteris natiensis
- Pteris navarrensis
- Pteris nevillei
- Pteris nipponica
- Pteris normalis
- Pteris novae-caledoniae
- Pteris obtusiloba
- Pteris occidentalisinica
- Pteris olivacea
- Pteris opaca
- Pteris oppositipinnata
- Pteris orientalis
- Pteris orizabae
- Pteris oshimensis
- Pteris otaria
- Pteris otomasui
- Pteris pachysora
- Pteris paleacea
- Pteris papuana
- Pteris paucinervata
- Pteris paucipinnata
- Pteris paucipinnula
- Pteris pearcei
- Pteris pedicellata
- Pteris pediformis
- Pteris pellucida
- Pteris perrieriana
- Pteris perrottetii
- Pteris phuluangensis
- Pteris pilosiuscula
- Pteris platyzomopsis
- Pteris plumbea
- Pteris pluricaudata
- Pteris podophylla
- Pteris porphyrophlebia
- Pteris praestantissima
- Pteris praetermissa
- Pteris preussii
- Pteris prolifera
- Pteris propinqua
- Pteris pseudodactylina
- Pteris pseudolonchitis
- Pteris pseudopellucida
- Pteris pteridioides
- Pteris puberula
- Pteris pulchra
- Pteris pungens
- Pteris purdoniana
- Pteris purpureorachis
- Pteris quadriaurita
- Pteris quadristipitis
- Pteris quinquefoliata
- Pteris radicans
- Pteris ramosii
- Pteris rangiferina
- Pteris reducta
- Pteris remotifolia
- Pteris repens
- Pteris reptans
- Pteris roseolilacina
- Pteris ryukyuensis
- Pteris sanduensis
- Pteris satsumana
- Pteris saxatilis
- Pteris scabra
- Pteris scabripes
- Pteris scabririgens
- Pteris schlechteri
- Pteris schwackeana
- Pteris semiadnata
- Pteris semipinnata
- Pteris setulosocostulata
- Pteris silvatica
- Pteris similis
- Pteris simplex
- Pteris sinensis
- Pteris speciosa
- Pteris spinescens
- Pteris splendens
- Pteris splendida
- Pteris squamaestipes
- Pteris squamipes
- Pteris stenophylla
- Pteris stridens
- Pteris striphnophylla
- Pteris subquinata
- Pteris sumatrana
- Pteris swartziana
- Pteris tahuataensis
- Pteris talamauana
- Pteris tapeinidiifolia
- Pteris tarandus
- Pteris tenuissima
- Pteris terminalis
- Pteris togoensis
- Pteris trachyrachis
- Pteris transparens
- Pteris tremula
- Pteris treubii
- Pteris tripartita
- Pteris umbrosa
- Pteris undulatipinna
- Pteris usambarensis
- Pteris wallichiana
- Pteris warburgii
- Pteris vaupelii
- Pteris venezuelensis
- Pteris venulosa
- Pteris venusta
- Pteris werneri
- Pteris verticillata
- Pteris whitfordii
- Pteris vieillardii
- Pteris viridissima
- Pteris vitiensis
- Pteris vittata
- Pteris woodwardioides
- Pteris wulaiensis
- Pteris xiaoyingiae
- Pteris yakuinsularis
- Pteris yamatensis
- Pteris zahlbruckneriana
- Pteris zippelii